# Homicide involontaire en droit suisse
L'homicide involontaire est en Suisse une infraction pénale, catégorisée comme un délit et passible d'une peine privative de liberté de trois ans maximum.

## Définition
En droit suisse, l'homicide involontaire, également appelé homicide par négligence, se distingue de l'homicide par le fait de faire preuve d'une imprévoyance coupable et sans se rendre compte des conséquences de son acte ou sans en tenir compte cependant, si le criminel s'est mis consciemment dans une situation dans laquelle il a pris des risques inconsidérés, pas forcément dans une situation illicite mais dans une situation ayant augmenté le risque que le décès se produise au sens de l'art 12 al.3 du code pénal suisse, la jurisprudence a démontré que la peine est plus lourde

## Peines
L'homicide involontaire est donc un délit selon le code pénal et est soumis à une peine privative de liberté de trois ans au plus ou d’une peine pécuniaire.